# Богукали
Богукали (пол. Bohukały) — село в Польщі, у гміні Тереспіль Більського повіту Люблінського воєводства. Населення — 267 осіб (2011).

## Історія
За даними етнографічної експедиції 1869—1870 років під керівництвом Павла Чубинського, у селі переважно проживали греко-католики, які розмовляли українською мовою.
У 1975—1998 роках село належало до Білопідляського воєводства.

## Демографія
Демографічна структура станом на 31 березня 2011 року:
|          | Загалом | Допрацездатний вік | Працездатний вік | Постпрацездатний вік |
| -------- | ------- | ------------------ | ---------------- | -------------------- |
| Чоловіки | 144     | 36                 | 84               | 24                   |
| Жінки    | 123     | 30                 | 54               | 39                   |
| Разом    | 267     | 66                 | 138              | 63                   |